# Dicranomyia unibrunnea
Dicranomyia unibrunnea är en tvåvingeart som först beskrevs av Alexander 1945.  Dicranomyia unibrunnea ingår i släktet Dicranomyia och familjen småharkrankar. Inga underarter finns listade i Catalogue of Life.